# Municipio de Wakenda
El municipio de Wakenda (en inglés, Wakenda Township) es un municipio del condado de Carroll, Misuri, Estados Unidos. Tiene una población estimada, a mediados de 2022, de 362 habitantes.

## Geografía
Está ubicado en las coordenadas 39°19′4″N 93°28′14″O / 39.31778, -93.47056. Según la Oficina del Censo de los Estados Unidos, tiene una superficie total de 84.19 km², de los cuales 82.01 km² corresponden a tierra firme y 2.18 km² están cubiertos de agua.

## Demografía
Según el censo de 2020, en ese momento había 371 personas residiendo en la zona. La densidad de población era de 4.52 hab./km². El 91.91 % de los habitantes eran blancos, el 1.08 % eran afroamericanos, el 0.54 % eran de otras razas y el 6.47 % eran de una mezcla de razas. Del total de la población, el 0.81 % eran hispanos o latinos de cualquier raza.